# ميليشيات صهيونية

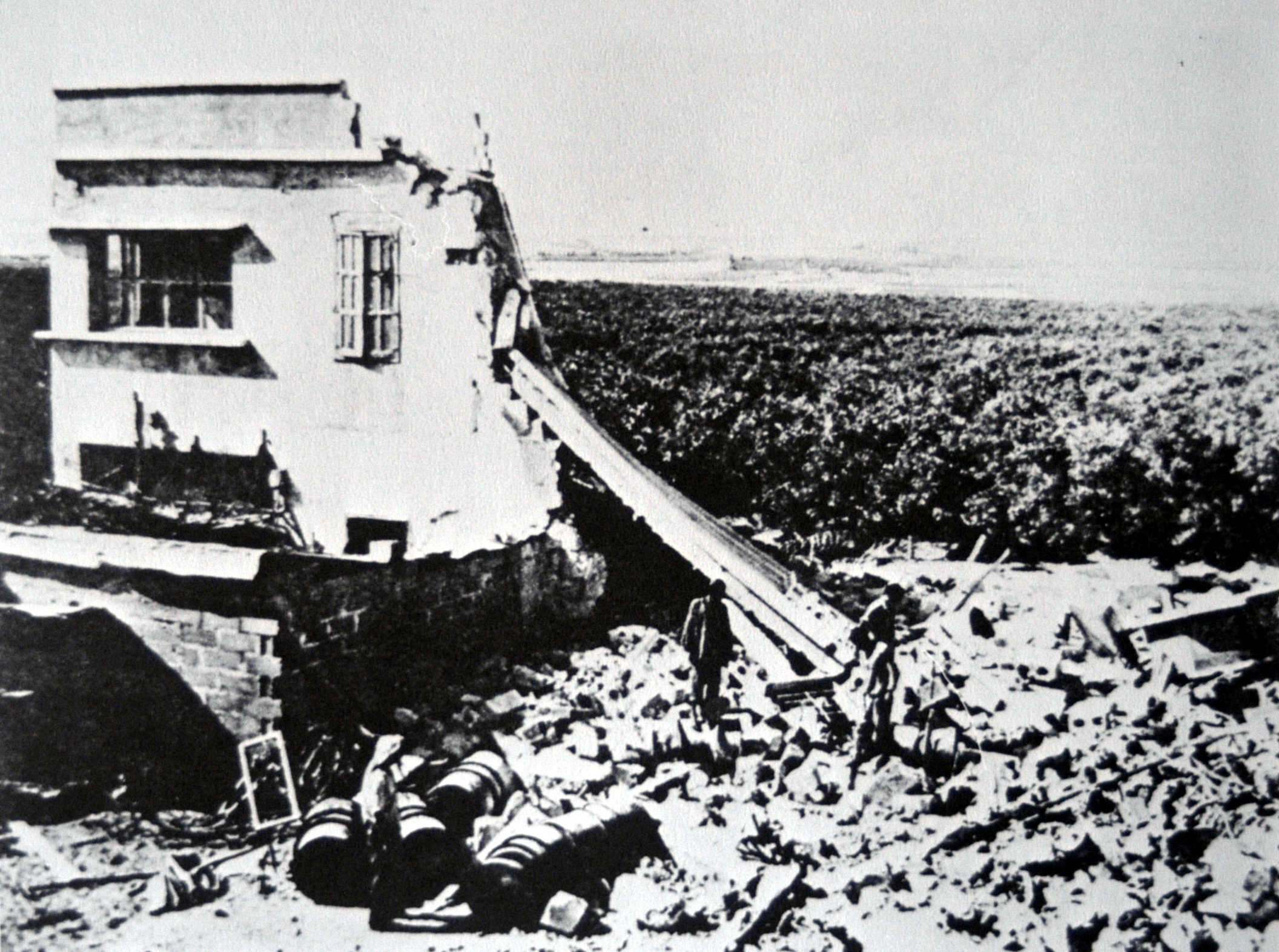
مقتل 12 فلسطينياً (من بينهم أم و6 أطفال) في عملية تفجير منزل نفذتها ميليشيا الهجاناه قرب بتاح تكفا، 15 أغسطس 1947.

الميليشيات الصهيونية هي مجموعات مسلحة غير رسمية كانت تقوم بهجمات على الفلسطينيين وعلى البريطانيين إبان الانتداب البريطاني على فلسطين. تَشكَّل الجيش الإسرائيلي من اتحاد عدد كبير منها بعد 12 يوم من إعلان قيام دولة إسرائيل.
قائمة بأهم الميليشيات الصهيونية:
- هاجاناه
- إرجون
- بيتار
- شتيرن
- بلماح